# Winfried Lichtscheidel
Winfried Lichtscheidel (* 25. März 1980 in Friedrichshafen) ist ein deutscher Organist und katholischer Kirchenmusiker.

## Ausbildung
Winfried Lichtscheidel erhielt während der Schulzeit Orgelunterricht bei Siegmar Junker, Veronika Weber und Thiemo Janssen. Nach dem Abitur und anschließendem Zivildienst in der kath. Kirchengemeinde St. Canisius in Friedrichshafen studierte er von 2000 bis 2010 katholische Kirchenmusik und Orgel als künstlerisches Hauptfach an der Staatlichen Hochschule für Musik und Darstellende Kunst Stuttgart (u. a. Orgel bei Bernhard Haas und Ludger Lohmann, Orgelimprovisation bei Willibald Bezler und Hans Martin Corrinth, Dirigieren bei Dieter Kurz). 2008 schloss er mit dem Master-Examen (A-Prüfung) für Kirchenmusik und 2010 – nach erfolgreichem Aufbaustudium in der Solistenklasse von Ludger Lohmann – mit dem Konzertexamen ab.

## Tätigkeit
Von 2010 bis April 2023 war Winfried Lichtscheidel Kirchenmusiker an St. Martinus und Ludgerus in Sendenhorst und Leiter der Konzertreihe „Sendenhorster Orgelherbst an der Woehl-Orgel“. Seit April 2023 ist Winfried Lichtscheidel in der Nachfolge von Johannes Skudlik, als Dekanatskirchenmusiker an der Stadtpfarrkirche Mariä Himmelfahrt in Landsberg am Lech tätig und künstlerischer Leiter des internationalen „Landsberger Orgelsommers“. Als Organist konzertierte Winfried Lichtscheidel bei Festivals in mehreren Ländern Europas.
Sein besonderes Interesse gilt den Orgeln des Marburger Orgelbaumeisters Gerald Woehl. Seine Diplomarbeit verfasste er über Aspekte zur Konzeption der Orgeln Gerald Woehls. Er spielte mehrere CDs an der Woehl-Orgel in St. Martin in Sendenhorst ein, darunter die mit dem „Preis der deutschen Schallplattenkritik“ ausgezeichnete Gesamteinspielung der 10 Orgelsymphonien von Ch.-M. Widor (Ambiente Audio).

## Preise und Auszeichnungen
- Künstlerförderpreis der Stadt Friedrichshafen
- 1. Preis beim Bundeswettbewerb Jugend musiziert im Fach Orgel und Preis der „Neuen Bachgesellschaft“
- 1. Preis beim Europäischen Orgelwettbewerb in Ljubljana
- Gewinner des Internationalen Orgelwettbewerbes „Domberg-Prediger“ in Erfurt und des „Max-Reger-Sonderpreises“
- 1. Preis beim Internationalen Orgelwettbewerb „Olivier Messiaen und Max Reger“ in Graz
- 1. Preis beim 2. Internationalen Orgelwettbewerb „Orgelstadt Landsberg“ 2007 in Landsberg am Lech
- Preisträger beim Internationalen Bach-Wettbewerb in Wiesbaden
- Preis der deutschen Schallplattenkritik für die Einspielung von Charles-Marie Widor: Sämtliche Orgelsinfonien (Ambiente-Audio)[1]
- Preis der deutschen Schallplattenkritik für die Einspielung von Louis Vierne: Sämtliche Orgelsinfonien (Ambiente-Audio)[2]
- Preis der deutschen Schallplattenkritik (Longlist 07/24) für die Einspielung der „Sieben Choralfantasien“ von Max Reger (Ambiente-Audio)

## Diskographie
- Franz Liszt: Fantasie und Fuge über „Ad nos, ad salutarem undam“ und Sonate h-moll (Orgelfassung B. Haas), Marcel Dupré: 2. Symphonie. Winfried Lichtscheidel an der Woehl-Orgel zu St. Martin, Sendenhorst. Ambiente Audio.
- Orgeln im Münsterland Vol. 1. Winfried und Agata Lichtscheidel an der Woehl-Orgel zu St. Martin Sendenhorst und Stockmann-Orgel zu St. Ludgerus Albersloh (u. a. Transkription der 8. Symphonie von Antonín Dvořák für zwei Spieler von Agata Lichtscheidel). Ambiente Audio.
- Charles-Marie Widor: Sämtliche Orgelsymphonien. (6 CDs) Ambiente Audio.
- Symphonische Klangwelten – Hommage à Gerald Woehl. (Doppel-CD) (u. a. Neue-Welt-Symphonie von A. Dvořák, Les Préludes von F. Liszt, Symphonie Passion von M. Dupré, Introduktion, Passacaglia und Fuge op. 127 von M. Reger). Ambiente Audio.
- Louis Vierne: Sämtliche Orgelsymphonien. (3 CDs) Ambiente Audio. (2021) Produzent: Toms Spogis
- Matthias Bonitz: Missa Madonna del Suffragio di Perinaldo (Marien-Orgelmesse)
- Marcel Dupré: Trois Esquisses, Le Chemin de La Croix, Te Deum. Ambiente Audio. (2023) Produzent: Toms Spogis
- Max Reger: Die sieben Choralfantasien, Winfried Lichtscheidel an der großen Siegfried-Schmid-Orgel in der Stadtpfarrkirche in Landsberg am Lech. Ambiente Audio. Produzent: Toms Spogis
- Die historische Simnacher-Orgel der Heilig-Kreuz-Kirche in Landsberg am Lech. Werke von Enjott Schneider (Ansbacher Orgelbüchlein), G. Muffat, W.A. Mozart, J.A. Kobrich, u. a. Winfried Lichtscheidel, Orgel. Ambiente Audio. Produzent Toms Spogis – in Kooperation mit Organ Journal